# 齊藤京子
齊藤京子（日语：／ Saitō Kyōko */?，1997年9月5日—）是日本女藝人，為女子偶像組合日向坂46前成員，東京都出身，所屬經紀公司為東寶藝能。曾是時尚雜誌《ar》常規模特兒。2016年以平假名櫸坂46一期生身分出道。2024年4月5日自日向坂46畢業。

## 經歷
齊藤從中學起就立志成為歌手。她嘗試了多次歌唱徵選但都失敗了，直到她得知在之前的徵選中遇到的今泉佑唯是櫸坂46的成員後，她才參加平假名櫸坂46的徵選。
2016年5月8日，齊藤通過平假名櫸坂46一期生徵選，並於SHOWROOM直播中首次披露。
2017年10月25日，在櫸坂46第5張單曲《就算風吹》的收錄曲《依然要前進》中首次擔任歌曲的Center。
2018年4月15日，齊藤第一個冠名節目《平假名櫸坂46 最喜歡拉麵！的齊藤京子》以單發特別節目的形式在朝日電視衛星1台播出。
2019年1月3日，開始擔任MBS電台節目《Imadoki》的固定班底，也是平假名櫸坂46成員的首例。3月13日，宣布擔任「拉麵女子博覽會 in 靜岡 2019」的宣傳大使。6月6日，宣布擔任女性時尚雜誌《ar》常規模特兒，並於同月12日發售7月號開始登場。
2020年4月26日，開始擔任MBS電台節目《我正在做！～星期六了～》的班底成員。6月12日，宣布自己的粉絲名為「Kyonkois」（きょんこいず），這個名稱是由她的暱稱「Kyonko」和「戀」（日语： koi）結合而成的。
2021年1月19日，發行第一本個人寫真集《珍藏的戀人》（とっておきの恋人），於東京拍攝，以8.4萬銷量取得Oricon公信榜書籍週榜寫真集部門及綜合部門第一位。同年的書籍年榜寫真集部門則以13.5萬的銷量取得第3位。累積發行量達15.5萬本。2月22日至3月19日期間，和日高屋的合作影片在YouTube上公開
，被社長高橋均授予「泡菜味噌的天使」的稱號。4月1日，開始在朝日電視台節目《Kyoccorohee》中擔任主持人，也是齊藤首次主持電視節目。
2022年2月14日，開設個人Instagram帳號。6月5日，首次個人演唱會「MTV LIVE SESSIONS: Kyoko Saito from Hinatazaka46」在電視上播出。9月10日，於Aichi Sky Expo舉行日向坂46全國巡演「Happy Smile Tour 2022」的第一日公演中，獲宣布為日向坂46第8張單曲《星月共舞的Midnight》的Center，也是齊藤首次擔任日向坂46單曲的Center。
2023年5月21日，於橫濱的PIA Arena MM舉行首次有觀眾的個人演唱會「MTV Unplugged Presents: Kyoko Saito from Hinatazaka46」。9月4日，宣布出演將於10月21日開始播出的電視劇《泥濘的餐桌》，同時也是齊藤首次主演電視劇。9月22日上映的電影《忍者龜：變種大亂鬥》的日文配音版中首次擔任聲優
2024年1月11日，於日向坂46官網的個人部落格中宣布將於4月5日畢業。2024年2月14日，齊藤和節目《Kyoccorohee》的搭檔主持人Hiccorohee以「Kyoccorohee」的名義發行首支單曲《After You!》。主打歌由秋元康創作。齊藤也為該單曲的B面曲《月下香》作詞，也是她首次挑戰作詞。3月12日發行的《ar》4月號，自擔任約五年的雜誌常規模特兒畢業。4月1日，於日向坂46的冠名節目《在日向坂見面吧》中舉辦齊藤的畢業環節，節目最後由主持人奧黛麗給與畢業證書，也是最後一次出演該節目。4月3日，畢業曲《緊隨著我》（僕に続け）以數位形式發行。4月5日，於橫濱球場舉行畢業演唱會，正式從日向坂46畢業，結束了8年的偶像生涯。同日，於日向坂46官方網站發表最後一篇部落格。4月30日，齊藤位於日向坂46官方網站內的個人部落格正式關閉。5月1日，宣布加入經紀公司東寶藝能，並開設個人官方粉絲俱樂部和B4ND。
2025年4月，齊藤首次主演的電影《戀愛裁判》入圍5月13日至24日舉行的第78屆坎城影展首映單元。5月22日，她出席了首映式，這是她首次於國際電影節亮相。

## 人物
- 喜歡的食物是拉麵[59]，特別是大份量為特色的「二郎系」拉麵。Catch Phrase（自我介紹詞）也以此運用為「最喜歡拉麵的齊藤京子」（ラーメン大好き齊藤京子です）[60]。
- 最擅长的菜品是麻辣拉面、蒙古湯麵的杯麵、納豆[6]。
- 特技是唱歌[61]，以及「Babi語」（バビ語；將要講的話以は行的音節穿插的說話方式）[6][61]。
- 最初希望成為歌手而踏入演藝圈[62]，憧憬的對象為中森明菜[6]。
- 講話的聲調低沉為其個人特徵，有「低音砲」之特稱[1][61]。

## 演唱歌曲
標註「★」符號者，表示該首歌曲有拍攝MV。

### 單曲選拔樂曲
日向坂46
|      | 發行日期       | 單曲名稱              | 參與歌曲名稱              | 名義        | 收錄於 | MV | 備註                     |
| ---- | -------------- | --------------------- | ------------------------- | ----------- | ------ | -- | ------------------------ |
| 1st  | 2019年03月27日 | 心動了                | 心動了                    |             | 全版本 | ★  | A面曲                    |
| 1st  | 2019年03月27日 | 心動了                | JOYFUL LOVE               |             | 全版本 | ★  |                          |
| 1st  | 2019年03月27日 | 心動了                | 滑到耳邊的淚水            | （1期生）   | Type-A |    |                          |
| 1st  | 2019年03月27日 | 心動了                | 悸動草                    |             | Type-C | ★  |                          |
| 2nd  | 2019年07月17日 | Do Re Mi Sol La Si Do | Do Re Mi Sol La Si Do     |             | 全版本 | ★  | A面曲                    |
| 2nd  | 2019年07月17日 | Do Re Mi Sol La Si Do | 狐狸                      |             | 全版本 | ★  |                          |
| 2nd  | 2019年07月17日 | Do Re Mi Sol La Si Do | My god                    | （1期生）   | Type-A |    |                          |
| 3rd  | 2019年10月02日 | 如此喜歡你可以嗎？    | 如此喜歡你可以嗎？        |             | 全版本 | ★  | A面曲                    |
| 3rd  | 2019年10月02日 | 如此喜歡你可以嗎？    | 真正的時間                |             | 全版本 | ★  |                          |
| 3rd  | 2019年10月02日 | 如此喜歡你可以嗎？    | 媽媽的洋裝                | Lima Cantik | Type-C | ★  |                          |
| 3rd  | 2019年10月02日 | 如此喜歡你可以嗎？    | 川流不止息                |             | 通常盤 |    |                          |
| 4th  | 2020年02月19日 | 才沒這回事呢          | 才沒這回事呢              |             | 全版本 | ★  | A面曲                    |
| 4th  | 2020年02月19日 | 才沒這回事呢          | 青春之馬                  |             | 全版本 | ★  |                          |
| 4th  | 2020年02月19日 | 才沒這回事呢          | 喜歡的意思是…             | （1期生）   | Type-A |    |                          |
| 4th  | 2020年02月19日 | 才沒這回事呢          | 即使不開窗                |             | Type-B | ★  |                          |
| 5th  | 2021年05月26日 | 只有你最強            | 只有你最強                |             | 全版本 | ★  | A面曲                    |
| 5th  | 2021年05月26日 | 只有你最強            | 聲音的足跡                |             | 全版本 | ★  |                          |
| 5th  | 2021年05月26日 | 只有你最強            | 怎麼辦？怎麼辦？怎麼辦？  | （1期生）   | Type-C | ★  |                          |
| 5th  | 2021年05月26日 | 只有你最強            | 巨大的夢想壓垮了我        |             | 通常盤 |    |                          |
| 6th  | 2021年10月27日 | 話說                  | 話說                      |             | 全版本 | ★  | A面曲                    |
| 6th  | 2021年10月27日 | 話說                  | 無論多少次無論多少次      |             | 全版本 | ★  |                          |
| 6th  | 2021年10月27日 | 話說                  | 意想不到的雙虹            |             | Type-A |    |                          |
| 6th  | 2021年10月27日 | 話說                  | 傷停補時                  |             | 通常盤 |    |                          |
| 7th  | 2022年06月01日 | 我這種人              | 我這種人                  |             | 全版本 | ★  | A面曲                    |
| 7th  | 2022年06月01日 | 我這種人              | 飛機雲的形成理由          |             | 全版本 | ★  |                          |
| 7th  | 2022年06月01日 | 我這種人              | 深夜的懺悔大會            | （1期生）   | Type-C | ★  |                          |
| 7th  | 2022年06月01日 | 我這種人              | 不知不覺被愛著            |             | 通常盤 |    |                          |
| 8th  | 2022年10月26日 | 星月共舞的Midnight    | 星月共舞的Midnight        |             | 全版本 | ★  | A面曲 首次擔任單曲Center |
| 8th  | 2022年10月26日 | 星月共舞的Midnight    | HEY！OHISAMA！            |             | 全版本 |    | Center                   |
| 8th  | 2022年10月26日 | 星月共舞的Midnight    | 孤獨的瞬間                | （獨唱曲）  | Type-A |    |                          |
| 8th  | 2022年10月26日 | 星月共舞的Midnight    | 一生一次的夏天            |             | 通常盤 |    | Center                   |
| 9th  | 2023年04月19日 | One choice            | One choice                |             | 全版本 | ★  | A面曲                    |
| 9th  | 2023年04月19日 | One choice            | 戀愛逃之夭夭              |             | 全版本 | ★  |                          |
| 9th  | 2023年04月19日 | One choice            | 愛唯我擁有                | （1期生）   | Type-A |    |                          |
| 9th  | 2023年04月19日 | One choice            | 朋友啊 是夜空中第一顆星星 |             | 通常盤 | ★  |                          |
| 10th | 2023年07月26日 | Am I ready?           | Am I ready?               |             | 全版本 | ★  | A面曲                    |
| 10th | 2023年07月26日 | Am I ready?           | 接觸與感情                |             | Type-A |    |                          |
| 10th | 2023年07月26日 | Am I ready?           | 充滿骨架的暑假            | （1期生）   | Type-B |    |                          |
| 10th | 2023年07月26日 | Am I ready?           | 玻璃窗髒了                |             | 通常盤 | ★  |                          |
| 11th | 2024年05月08日 | 你是蜜瓜              | 緊隨著我                  |             | 通常盤 | ★  | 畢業曲 Center            |

平假名櫸坂46
| 發行日期       | 歌名                 | 名義                | 收錄於                       | MV | 備註               |
| -------------- | -------------------- | ------------------- | ---------------------------- | -- | ------------------ |
| 2016年08月10日 | 平假名櫸             | 平假名櫸坂46        | 櫸坂46《世界上只有愛》通常盤 |    |                    |
| 2016年11月30日 | 跳得比誰都還高！     | 平假名櫸坂46        | 櫸坂46《兩人季節》Type-B     | ★  |                    |
| 2017年04月05日 | W-KEYAKIZAKA之詩     | 櫸&平假名櫸坂組     | 櫸坂46《不協和音》全版本     | ★  |                    |
| 2017年04月05日 | 穩定交往中           | 平假名櫸坂46        | 櫸坂46《不協和音》Type-D     | ★  |                    |
| 2017年10月25日 | 依然要前進           | 平假名櫸坂46第1期生 | 櫸坂46《就算風吹》全版本     | ★  | 首次擔任歌曲Center |
| 2017年10月25日 | NO WAR in the future | 平假名櫸坂46        | 櫸坂46《就算風吹》Type-B     |    | Center             |
| 2018年03月07日 | 看著當下             | 平假名櫸坂46第1期生 | 櫸坂46《打破玻璃！》Type-B   | ★  |                    |
| 2018年08月15日 | 快樂氛圍             | 平假名櫸坂46        | 櫸坂46《矛盾心理》Type-B     | ★  |                    |
| 2019年02月27日 | 想對你說的話         | 平假名櫸坂46        | 櫸坂46《黑羊》全版本         | ★  |                    |
| 2019年02月27日 | 擁抱你               | 平假名櫸坂46        | 櫸坂46《黑羊》Type-B         |    |                    |

坂道AKB
| 發行日期       | 歌名     | 名義    | 收錄於                        | MV | 備註 |
| -------------- | -------- | ------- | ----------------------------- | -- | ---- |
| 2019年03月13日 | 初戀之門 | 坂道AKB | AKB48《回憶上心頭DAYS》Type-B | ★  |      |

Kyoccorohee
| 發行日期      | 歌名         | 名義        | 收錄於         | MV | 備註        |
| ------------- | ------------ | ----------- | -------------- | -- | ----------- |
| 2024年2月14日 | まぬけのうた | Kyoccorohee | 《After you!》 | ★  |             |
| 2024年2月14日 | 月下香       | 齊藤京子    | 《After you!》 |    | 獨唱曲 作詞 |

### 專輯選拔樂曲
日向坂46
|     | 發行日期       | 專輯名稱   | 參與歌曲名稱              | 名義      | 收錄於 | 備註                       |
| --- | -------------- | ---------- | ------------------------- | --------- | ------ | -------------------------- |
| 1st | 2020年09月23日 | HINATAZAKA | 心機小可愛                |           | 全版本 | ★                          |
| 1st | 2020年09月23日 | HINATAZAKA | 跳得比誰都還高！2020      |           | Type-A |                            |
| 1st | 2020年09月23日 | HINATAZAKA | 日向坂                    |           | Type-A |                            |
| 1st | 2020年09月23日 | HINATAZAKA | NO WAR in the future 2020 |           | Type-B |                            |
| 1st | 2020年09月23日 | HINATAZAKA | 不顧一切地                |           | Type-B |                            |
| 1st | 2020年09月23日 | HINATAZAKA | 為什麼說是下雨了啊？      |           | Type-B | 與加藤史帆、佐佐木美玲合唱 |
| 1st | 2020年09月23日 | HINATAZAKA | My fans                   |           | Type-B |                            |
| 1st | 2020年09月23日 | HINATAZAKA | 約定之卵 2020             |           | 通常盤 |                            |
| 2nd | 2023年11月08日 | 脈動的感情 | 你從零變為一吧            |           | 全版本 | ★                          |
| 2nd | 2023年11月08日 | 脈動的感情 | 最初的白晝                | （1期生） | Type-A |                            |

平假名櫸坂46
|     | 發行日期       | 專輯名稱   | 參與歌曲名稱             | 名義        | 收錄於 | 備註           |
| --- | -------------- | ---------- | ------------------------ | ----------- | ------ | -------------- |
| 1st | 2018年06月20日 | 起跑的瞬間 | 沒有期待的自己           |             | 全版本 | ★              |
| 1st | 2018年06月20日 | 起跑的瞬間 | 萬聖節的南瓜破了         | Lima Cantik | Type-A |                |
| 1st | 2018年06月20日 | 起跑的瞬間 | 約定之卵                 |             | Type-A |                |
| 1st | 2018年06月20日 | 起跑的瞬間 | 來到夏天的邊界線         | （1期生）   | Type-B |                |
| 1st | 2018年06月20日 | 起跑的瞬間 | 像車輪摩擦般哭泣的你     |             | Type-B |                |
| 1st | 2018年06月20日 | 起跑的瞬間 | 到底是誰強迫這樣的排隊？ | （1期生）   | 通常盤 |                |
| 1st | 2018年06月20日 | 起跑的瞬間 | 成為了令人反感的大人     | （獨唱曲）  | 通常盤 | 個人首支獨唱曲 |
| 1st | 2018年06月20日 | 起跑的瞬間 | 平假名的戀愛             |             | 通常盤 |                |

櫸坂46
|     | 發行日期       | 專輯名稱 | 參與歌曲名稱         | 名義            | 收錄於 | 備註 |
| --- | -------------- | -------- | -------------------- | --------------- | ------ | ---- |
| 1st | 2017年07月19日 | 抹黑純真 | 沉默的戀人啊         | Lima Cantik     | Type-A |      |
| 1st | 2017年07月19日 | 抹黑純真 | 太陽不會選擇抬頭的人 | 櫸&平假名櫸坂組 | Type-A |      |
| 1st | 2017年07月19日 | 抹黑純真 | 永遠的白線           | 平假名櫸坂46    | Type-B |      |

## 演出

### 電視劇
- Re:Mind（2017年10月20日－12月29日，東京電視台）：飾演 齊藤京子[63]
- DASADA系列（日本電視台）：飾演 小笠原真琴[64]
  - DASADA（2020年1月16日 －3月19日）[65]
  - DASADA ～迎向未來的倒數計時～（2020年7月2日－9月10日）[66]
- 無邊無界（2021年3月7日－5月9日，光TV）：飾演  片山希莉[67]
- Actress（2023年4月14日－6月2日，Lemino）：飾演 片山希莉[68][69]
- 泥濘的食桌（泥濘の食卓；2023年10月21日－12月16日，朝日電視台）：飾演 捻木深愛（主演）[70]
- 戀愛戰略會議（2024年3月13日－16日，富山電視台）：飾演 麥田茜[71]
- 突然結婚（2025年1月8日－3月26日，日本電視台）：飾演 小柴真央（主演）[72]
- 東京偽裝時光 第2集（2025年1月27日，朝日放送電視台）：飾演 田中[73]
- 奇怪的搭檔（2025年4月29日－7月16日，每日放送）：飾演 宮下櫻（與八木勇征共同主演）[74]

### 電影
- #我要說出真相（2025年4月25日）：飾演 桐山的熟人[75]
- (LOVE SONG)（2025年10月31日）：飾演 ヒカリ（原島星）[76][77]
- 戀愛裁判（2026年1月23日）：飾演 山岡真衣（主演）[56][78]

### 電視節目
- 平假名櫸坂46 最喜歡拉麵！的齊藤京子（けやき坂46 ラーメン大好き! 齊藤京子です；2018年4月15日，朝日電視衛星1台）[10][11]
- 拉麵宅的殿堂（ラヲタの殿堂；2018年12月29日，朝日電視台）[79]
- Kyoccorohee（日语：キョコロヒー）（；2021年4月1日－，朝日電視台）- 主持[註 2][80]
- MTV LIVE SESSIONS: Kyoko Saito from Hinatazaka46（2022年6月5日，MTV Japan）[81]

### 廣播節目
- Imadoki（日语：イマドキッ）（；2019年1月3日－2020年5月6日，MBS電台）- 第1部出演成員[82]
- 我正在做！～星期六了～（日语：アッパレやってまーす!）（；2020年4月26日－2024年4月4日，MBS電台）- 常規出演[17][83]
- 好きがつながる！日向坂46齊藤京子のDear中森明菜（2024年2月2日，文化放送）- 主持人[84]
- 齊藤京子のザ・ベスト１０（2024年8月9日，文化放送）- 主持人[85]

### 舞台劇
- AYUMI（2018年4月20日－5月6日，東京AiiA劇場）- 口琴隊[86]
- 魔法紀錄 魔法少女小圓外傳（2018年8月24日－9月9日，TBS赤坂ACT劇場）：飾演 佐倉杏子[87]
- 舞台劇「殘美」（2018年11月16日－25日，東京巨蛋城表演廳）：飾演 本宮佳蓮（TEAM RED）[88]
- 舞台「海螺小姐」（2019年9月3日－17日，明治座／9月28日－10月13日，博多座）： 飾演 磯野裙帶菜[註 3][89]

### 配音
- 忍者龜：變種大亂鬥（2023年9月22日）：聲演 艾波·歐尼爾（英语：April O'Neil）（日語配音）[90]
  - 忍者龜外傳（2024年12月6日，Paramount+）[91]
- 多啦A夢生日特別篇（2024年9月7日）：聲演 吟遊詩人（日語配音）[92]

### 網絡節目
- SUSURU SHINAGAWA
  - 前篇（2019年3月29日，YouTube）[93][94][95]
  - 後篇（2019年3月29日，YouTube）[93]
  - Making（2019年4月25日，YouTube）[96]
  - 英語版（2019年4月25日，YouTube）[96]
- THE FIRST TAKE（2022年5月18日，YouTube）[97][98]
- わたしには、まだ夢がある（2024年3月29日，Lemino）[99]

### 廣告
- 索尼損害保險「クルマ精」篇（2022年1月10日－）[100][101]
- 養樂多 ヤクルトの宅配「みんなのもの篇」CM曲（2023年11月20日－）[102]

### 活動
- TOKYO交通安全活動（2017年11月30日，六本木新城露天廣場）[103]
- 東京女孩展演
  - 第28回 Mynavi Tokyo Girls Collection 2019 SPRING／SUMMER（2019年3月30日，橫濱體育館）[104]
  - TGC KITAKYUSHU 2019 by TOKYO GIRLS COLLECTION（2019年10月5日，西日本綜合展示場 新館）[105]
  - SDGs推進 TGC 靜岡 2020 by TOKYO GIRLS COLLECTION（2020年1月11日，Twin Messe靜岡）[106]
  - 第30回 Mynavi Tokyo Girls Collection 2020 SPRING／SUMMER（2020年2月29日，國立代代木競技場第一體育館）[107]
  - 第31回 Mynavi Tokyo Girls Collection 2020 AUTUMN／WINTER ONLINE（2020年9月5日，埼玉超級競技場）[108]
  - 第32回 Mynavi Tokyo Girls Collection 2021 SPRING／SUMMER（2021年2月28日，國立代代木競技場第一體育館）[109]
  - 第33回 Mynavi Tokyo Girls Collection 2021 AUTUMN／WINTER（2021年9月4日，埼玉超級競技場）[110]
  - 第34回 Mynavi Tokyo Girls Collection 2022 SPRING／SUMMER（2022年3月21日，國立代代木競技場第一體育館）[111]
  - 第35回 Mynavi Tokyo Girls Collection 2022 AUTUMN／WINTER（2022年9月3日，埼玉超級競技場）[112]
  - SDGs推進 TGC 靜岡 2023 by TOKYO GIRLS COLLECTION（2023年1月14日，Twin Messe靜岡）[113]
  - 第36回 Mynavi Tokyo Girls Collection 2023 SPRING／SUMMER（2023年3月4日，國立代代木競技場第一體育館）[114]
- 拉麵女子博覽會 in 靜岡 2019 開幕儀式（2019年4月20日，静岡PARCO）[115]
- GirlsAward
  - Rakuten Girls Award 2019 SPRING／SUMMER（2019年5月18日，幕張展覽館）[116]
  - Rakuten Girls Award 2022 SPRING／SUMMER（2022年5月14日，幕張展覽館）[117]
- 殘美 THE ROOM 最後的選擇（2019年7月31日－8月11日，澀谷HIKARIE）[118]
- 現場Kyoccorohee！2022初夏～六本木Kurumin的聚會～（2022年5月24日，EX THEATER ROPPONGI）[119]
- 超Party2022（2022年10月15日，埼玉超級競技場）[120]
- MTV Unplugged Presents: Kyoko Saito from Hinatazaka46（2023年5月21日，Pia Arena MM）[121][122]
- Disney on CLASSIC Premium 《阿拉丁》演唱會（2025年3月1日、2日，橫濱體育館）[123]

## 書籍

### 寫真集
- 珍藏的戀人（とっておきの恋人；2021年1月19日發行，主婦與生活社）[124][125]

### 雜誌連載
- ar（2019年6月12日－2024年3月21日，主婦與生活社）- 常規模特兒[3]

## 外部連結
- 齊藤京子官方網站（日語）
- 東寶藝能個人介紹頁（日語）
- 齊藤京子的Instagram帳戶（2022年2月14日－）（日語）
- 齊藤京子的X（前Twitter）（2024年5月1日－）（日語）
- 齊藤京子 （页面存档备份，存于） - B4ND（2024年5月1日－）（日語）

日向坂46時期
- 日向坂46個人介紹頁（日語）
- 齊藤京子 官方部落格 - 日向坂46官方网站（2016年8月2日－2024年4月30日）（日語）
- 齊藤京子1st写真集《珍藏的戀人》官方的Instagram帳戶（2020年11月17日－）（日語）
- 齊藤京子1st写真集《珍藏的戀人》官方的X（前Twitter）（2020年11月17日－）（日語）
- 齊藤 京子（日向坂46）的SHOWROOM專頁（日語）